# Мехіко (штат)
Ме́хіко (ацт. Tlahtohcāyōtl Mēxihco; отомі Lēngu Mundö; масауа Ts'ibonro; ісп. Estado de México) — штат Мексиканської Республіки, розташований в центрі країни. Площа 64 210 км². Населення 14 160 736 чоловік. Адміністративний центр — місто Толука-де-Лердо.
На півночі межує зі штатами Ідальго і Керетаро, на сході з штатами Тлашкала і Пуебла, на заході з Мічоаканом і на півдні з Морелосом і Герреро, та оточує Мексиканський федеральний округ.

## Історія

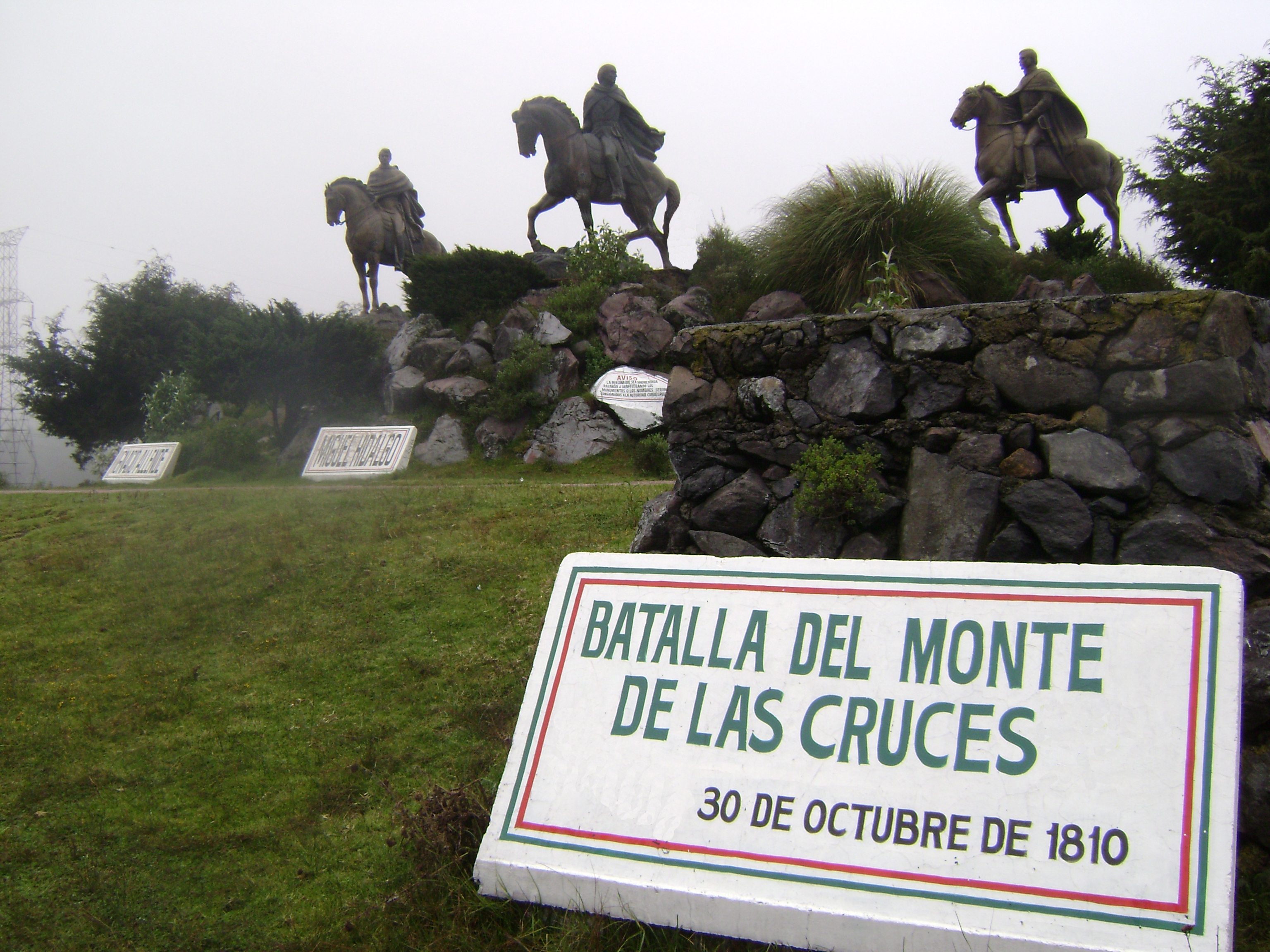
Монумент пам'яті про битву під Монте-де-лас-Крусес (1810)

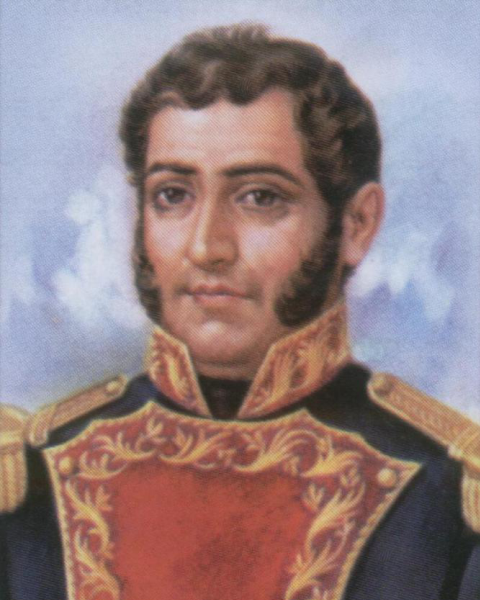
Перший губернатор штату Мехіко Мельхор Музкіз

Сучасна мапа з позначенням муніципалітетів штату Мехіко

Після проголошення незалежності та ануляції першої імперії у 1823—1824, 1830 роках першим керівником провінції Мехіко став Мельхор Музкіз. 2 березня 1824 року новий мексиканський конгрес прийняв конституцію держави та змінив статус провінції на штат, а також посаду голови було змінено на губернатора. Територія штату була поділена на вісім районів: Акапулько, Куернавака, Гуахутла, Мехіко, Такско, Толука, Тула та Туланцінго де Мехіко стало столицею штату. 18 листопада 1824 року Мехіко було визначене як місто федерального значення  та стало столицею нової республіки. Пізніше Мехіко було відокремлене від штату, а уряд перейшов до палацу інквізицій (нині Музей медицини) у місті Тескоко. До території федерального округу не були включені міста Койоакан, Хочімілко, Мехікалзінго та Тлалпан, які залишились у складі штату. У 1830 році столицею штату було оголошено місто Толука.
Боротьба між лібералами (федералістами) та консерваторами (централістами) позначилася і на штаті, особливо в тих областях, які пізніше відійшли, щоб сформувати штати Ідальго, Морелос і Ґерреро. Під час американо-мексиканської війни американські війська захопили Толуку та Мехіко, а сам уряд змушений був тимчасово розташувати свою столицю у місті Сультепеці. У 1849 році від штату Мехіко  на південному заході відокремилась частина території, яка стала окремим штатом Ґерреро, що сприяло реорганізації муніципалітетів у штаті Мехіко. 
У 1869 році була оприлюднена нова конституція штату, згідно якої штат Мехіко складався з таких районів: Чалко, Куавітлан, Іхтлауака, Хілотепек, Лерма, Отумба, Сультепек, Темаскальтепек, Тенанго-дель-Вальє, Тенанцінго та Текскоко. Період до Мексиканської революції був відносно спокійним для штату, особливо за часів губернатора Хосе Вісенте Вільяда (ісп. José Vicente Villada), який сприяв розвитку народної освіти, реформам управління та створенню педагогічного коледжу для жінок. 
Під час Мексиканської революції в південно-західній частині штату відбувалися боротьба федерального уряду із сапатистами, до яких входили також сили генералів Генов'єво-де-ла-О та Франціска де-Пачеко. У 1913 році, після того як Вікторіа Хуерта зайняв пост президента, боротьба проти революційних сил підсилилася. Переділ влади для мирних громадян ніс за собою  терор, зростали ціни на продукти а нестача їжі та брак коштів у населення супроводжувалося голодом.  У 1915 році мер Густаво Баз змушений був роздавати продукти харчування бідним.  Різні революційні етапи та боротьба за владу Мадеро, Хуерта, Сапати та Карранзи для Толуки мали руйнівні наслідки. У 1917 році була прийнята нова конституція, яка поділяла державу на шістнадцять районів та 118 муніципалітетів (сьогодні 125 муніципалітетів).
У 1940 році почалося розширення міста Мехіко шляхом промислової зони Наукальпан (ісп. Naucalpan). З кінця 1920-х в політичному плані зберігалася відносна стабільність. На всіх губернаторських виборах перемогу здобував кандидат від право-соціалістичної інституційно-революційної партії (PRI). 
В 2-й половині XX-го ст. проводилися роботи по будівництву ГЕС на річці Лерма. На сьогодні на річці побудовано кілька водосховищ, які постачають питну воду до штату, а також ГЕС, що забезпечує електрикою Мехіко. Води Лерми використовуються для зрошення сільгоспугідь, промислової риболовлі та судноплавства. У 50-х роках почали будувалися автомобільні шляхи для сполучення Мехіко з іншими штатами країни. 